# 発心集
『発心集』（ほっしんしゅう）は、鎌倉初期の仏教説話集。『方丈記』の作者として知られる鴨長明（1155-1216年）晩年の編著。建保4年（1216年）以前の成立。『長明発心集』とも。仏の道を求めた隠遁者の説話集で、『閑居友』、『撰集抄』などの説話集のみならず、『太平記』や『徒然草』にまで影響を及ぼし、説話の本性というべきものを後世に伝えている。
流布本は全8巻・102話であるが、現存しない3巻本が最も原型に近いと考えられ、そのほか5巻62話の異本もある。伝本に古写本は無く、「慶安四年片仮名本」と「寛文十年平仮名本」が版本として刊行された流布本であり、神宮文庫本が5巻の近世写本である。
天竺・震旦よりは本朝に重心を置き、発心譚・遁世譚・極楽往生譚・仏教霊験談・高僧伝など、仏教関係の説話を集録。仏伝からの引用が多い。長明自身を含む隠遁者（西行が有名）が登場人物の主体をなす。盛名を良しとせず隠遁の道を選んだ高僧（冒頭の玄賓僧都の話など）をはじめ、心に迷いを生じたため往生し損なった聖、反対に俗世にありながら芸道に打ち込んで無我の境地に辿り着いた人々の生き方をまざまざと描き、編者の感想を加えている。人間の心の葛藤、意識の深層を透視したことで、従来の仏教説話集にはない新鮮さがある。
なお簗瀬一雄など一部の研究者からは、流布本の巻1 - 6と巻7・8では、背景となる思想などが異なっているとして「流布本の巻7・8は別人による増補ではないか」との指摘がされている。
高尾稔など増補説に否定的な見解を取る研究者も多い。いずれにせよ古写本が現存していない状況のため、論争に決着をつけるのは困難な状況である。

## 関連図書
- 『方丈記・発心集』（三木紀人校注、新潮社「新潮日本古典集成」、1976年、新装版2016年）
- 『発心集』（簗瀬一雄訳注、角川文庫、1975年）
- 『発心集　現代語訳付き（上下）』（浅見和彦・伊東玉美訳注、角川ソフィア文庫、2014年）
- 『日本霊異記・発心集 ほか』[3]（伊藤比呂美訳、河出書房新社〈池澤夏樹=個人編集 日本文学全集 8〉、2015年）
  - 『日本霊異記・発心集』（河出文庫「古典新訳コレクション」、2024年3月）